# Koninklijke HFC
Koninklijke HFC (Royal Haarlemsche Football Club) – holenderski klub piłkarski z Haarlem. Jest najstarszym klubem w Holandii, założonym przez Pima Muliera w 1879. W pierwszych latach istnienia był to klub rugby, jednakże z powodu problemów finansowych został przemianowany na drużynę piłkarską. Pierwszy mecz rozegrali w 1886 przeciwko Amsterdam Sport. Był to pierwszy mecz piłkarski w Holandii.

## Historia
Koninklijke HFC był pierwszym holenderskim klubem rugby, założonym 15 września 1879 przez 14-letniego wówczas Pima Muliera. W 1883 został przemianowany na drużynę piłkarską. W 1899 przenieśli się ze stadionu "De Koekamp" na "Spanjardslaan", gdzie rozgrywają mecze do dziś. Na stadionie Koninklijke HFC odbyły się dwa mecze piłkarskiej reprezentacji Holandii z Belgią - przegrany 1:2 i wygrany 7:0. Dawniej wielu piłkarzy Koninklijke występowało w reprezentacji. Spośród nich najwięcej meczów zaliczył bramkarz Gejus van der Meulen - 54. Przed powstaniem Eredivisie Koninklijke trzykrotnie zostało nieoficjalnym mistrzem Holandii. Było to w sezonach:
- 1889/1890
- 1892/1893
- 1894/1895

Ponadto klub trzykrotnie wygrał Puchar Holandii. Miało to miejsce w latach 1904, 1913 i 1915. W sezonie 1903/1904 HFC wygrało w pucharze przeciwko VVV Amsterdam 25:0, co nadal jest rekordem pucharu Holandii. Klub został nazwany Koninklijke (królewski) w 1959, 80 lat po założeniu. Obecnie liczy ponad 1600 członków, co czyni go jednym z największych klubów w Holandii.